# Дагликс
Да́гликс или даглист, дагликс-анкер (нидерл. dagelijksch anker; дословно «повседневный якорь»; «якорь с левой стороны корабля») — постановочный или швартовый передний якорь, начиная с эпохи Петра I. Второй якорь на корабле, привешиваемый к левому кранбалу. Висел по левому борту корабля. Принадлежал к судовым якорям средних размеров. Дагликсовый кана́т — частичный перевод голл. dagelijksch touw.